# Karolinenstraße (Augsburg)

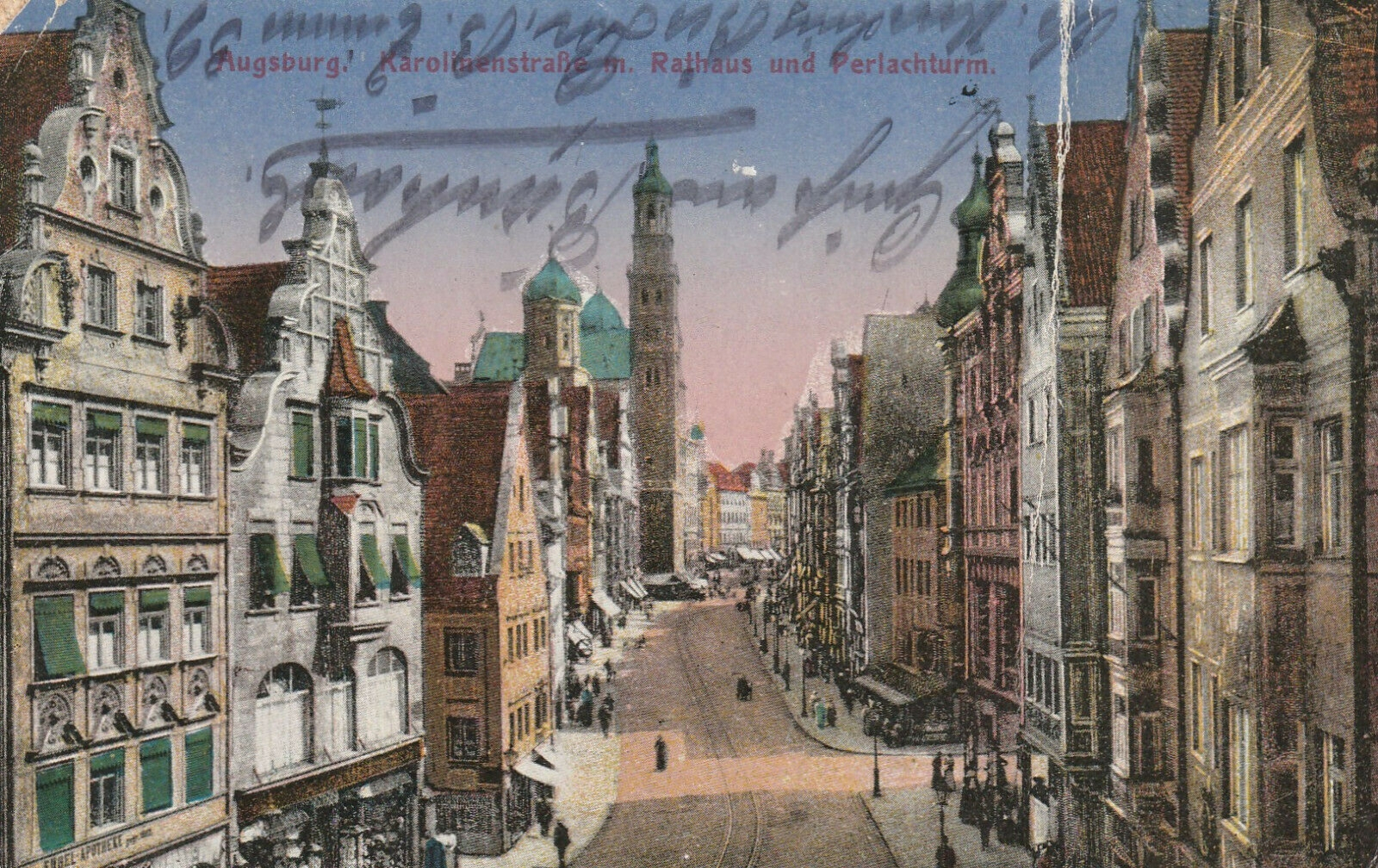
Die Karolinenstraße auf einer Ansichtskarte aus dem Jahre 1918

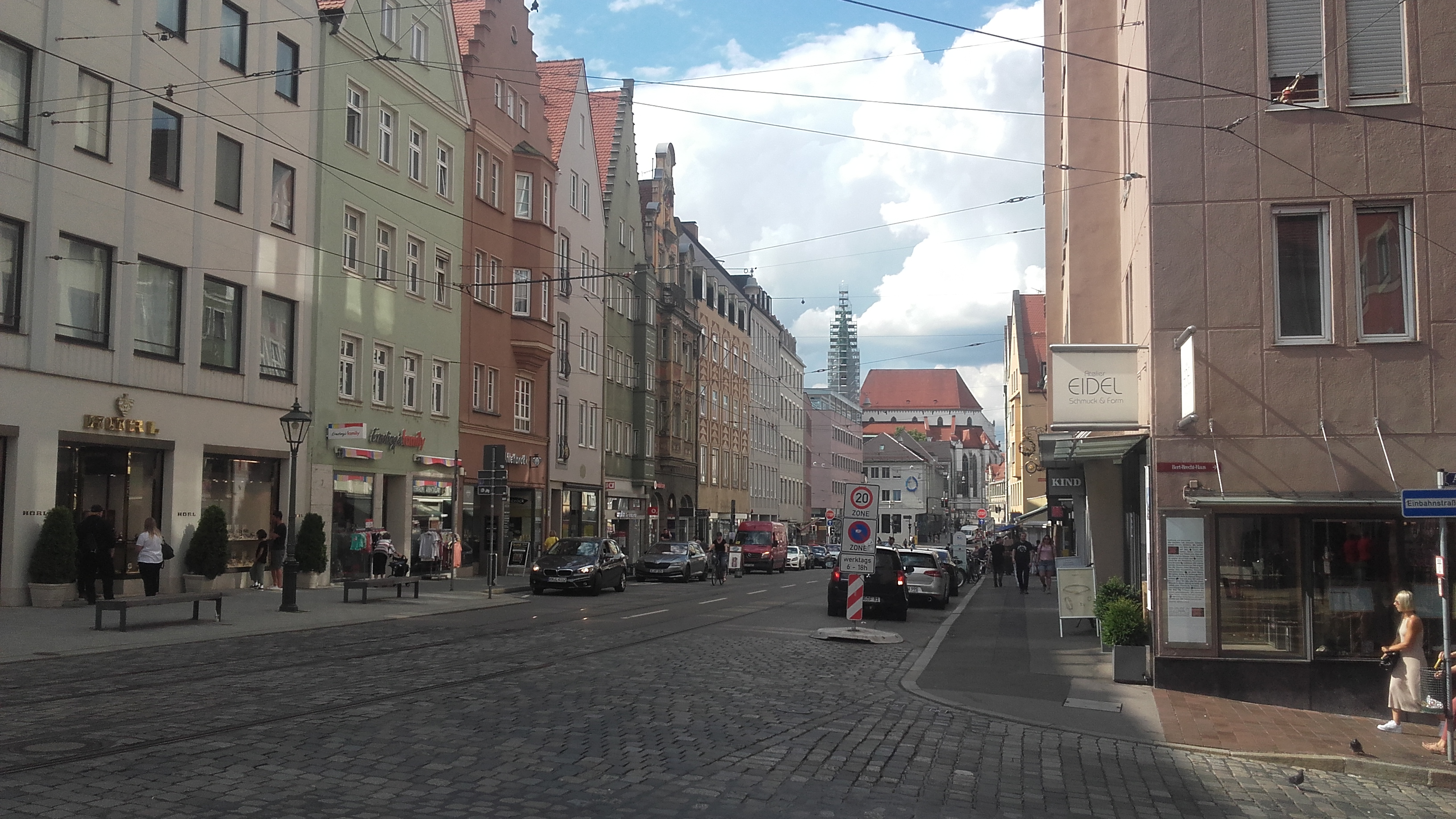
Karolinenstraße Blickrichtung Nord (2021)

Die Karolinenstraße ist ein geschichtsträchtiger Straßenzug in der Augsburger Innenstadt zwischen dem Rathausplatz und dem Obstmarkt bzw. Schmiedberg. Ursprünglich trug sie den Namen Weißmalergasse.
Die Straße befindet sich auf der Grenze zwischen zwei Stadtbezirken im Planungsraum Augsburg-Innenstadt. Die Häuser auf der Westseite gehören zum Bezirk Augsburg-Innenstadt, St. Ulrich–Dom, die Häuser auf der Ostseite gehören zu Augsburg-Jakobervorstadt-Nord.

## Geschichte
Im Jahre 1264 wurde die Weißmalergasse erstmals urkundlich erwähnt. Der Name deutet auf die bis 1534 dort ansässigen Weißgerber hin.
1596 versetzte die Stadt den Neptunbrunnen vom Fischmarkt neben dem Rathaus in der Weißmalergasse etwa auf Höhe der Judengasse (heute Karlstraße). Über die Jahre entwickelte sich der Brunnen dort allerdings zum Verkehrshindernis und er wurde daher 1745 wieder auf den Fischmarkt zurück versetzt.
Als Augsburg 1806 zum Königreich Bayern kam, benannte man den Straßenzug nach der ersten Königin Karoline von Baden und bezog den Hohen Weg bis zum Dom mit ein. Diese Einbeziehung wurde 1953 wieder rückgängig gemacht.
In der Augsburger Bombennacht vom 25. auf den 26. Februar 1944 wurden auch einige historische Bauten an der Karolinenstraße zerstört. Dazu zählten unter anderem das Welserhaus mit Leonhardskapelle, das Riedingerhaus sowie das Bäckerhaus. Übrig blieben zuletzt nur die Anwesen Karolinenstraße 12  und Karolinenstraße 15. Das letztgenannte Haus wurde im September 2021 durch einen Brand zerstört und anschließend teilweise abgebrochen. Anschließend startete 2024 nach einer zuvor erfolgten Notsicherung der Wiederaufbau.
Im Sommer 2023 unternahm die Stadt eine abschnittsweise Sanierung der Karolinenstraße. Hierbei wurden zunächst die Gleise und die Fahrbahn erneuert. Anschließend begann die Verbreiterung und Neugestaltung der Gehwege. Die Arbeiten wurden im August 2024 abgeschlossen.

## Verkehr
Die Linien 1 und 2 der Straßenbahn Augsburg fahren durch die Karolinenstraße.
Die großen Gebäudelücken, die die Bomben des Zweiten Weltkriegs verursacht hatten, ermöglichten in den 1950er Jahren den Bau einer mehrspurigen „Ost-West-Achse“ für den Straßenverkehr. Diese stark befahrene Achse quert die historische Karolinenstraße mit den Straßen Karlstraße (nach Westen) und Leonhardsberg (nach Osten).